# 杨尚儒
杨尚儒（1903年7月—1986年1月2号），福建省连城县人，中国人民解放军将领、中国人民解放军开国少将。
1930年加入中國共產黨，曾任空军后勤部政委。1955年，授予中国人民解放军少将。